# Карона
Карона (итал. Carona) — коммуна в Италии, располагается в регионе Ломбардия, в провинции Бергамо.
Население составляет 356 человек (2008 г.), плотность населения составляет 8 чел./км². Занимает площадь 44 км². Почтовый индекс — 24010. Телефонный код — 0345.
Покровителем коммуны почитается святой Иоанн Креститель, празднование 24 июня.

## Демография
Динамика населения:

## Администрация коммуны
- Официальный сайт: